# Phytoliriomyza bicolorata
Phytoliriomyza bicolorata este o specie de muște din genul Phytoliriomyza, familia Agromyzidae, descrisă de Spencer în anul 1976. Conform Catalogue of Life specia Phytoliriomyza bicolorata nu are subspecii cunoscute.